# Medieta regis
La Medieta regis, también conocida como Medietas regis (del latín, mitad para el rey) fue una de las dos porciones resultantes del repartimiento que realizó Jaime I durante la Conquista de Mallorca. Comprendía cerca 2113 casas, alrededor de 320 talleres urbanos y 47 000 ha divididas en 817 fincas. A su vez el monarca repartió esta parte entre las órdenes militares que apoyaron la conquista, principalmente la Orden del Temple, los infantes, los funcionarios y hombres a su cargo y los hombres libres y las ciudades y villas. Así, la Orden del Temple recibió 22 000 ha, 393 casas, 54 tiendas y 525 caballerías. Los hombres al servicio del monarca 65 000 ha. Las ciudades recibieron 50 000 ha y finalmente, el infante Alfonso, su primogénito, recibió 14 500 ha.